# ويليام ريتشاردسون لينتون
ويليام ريتشاردسون لينتون (بالإنجليزية: William Richardson Linton)‏ (2 أبريل 1850 - 7 أبريل 1908) ولد في ديدينجتون، هنتينغدونشير. وتلقى تعليمه في كلية كوربوس كريستي، ماساتشوستس. كان يُنظر إليه على أنه أحد علماء البطانيات الرائدين في عصره.

## حياته
ولد لينتون في ديدينجتون في هانتينغدونشاير عام 1850.
تزوج أليس شيرلي (ابنة القس والتر وادينجتون شيرلي وفيليبا فرانسيس إميليا نايت شيرلي) في 26 يناير 1887 وأنجب منها ابنة واحدة فيولا ماريون لينتون. أصبح نائب كنيسة القديس ميخائيل في شيرلي.
جمع لينتون عينات وسجلات نباتية، وكان يعمل غالبًا مع أخيه الأكبر الذي كان أيضًا رجل دين. (كان مقر القس إدوارد فرانسيس لينتون أساسًا في إدموندشام في دورست). في عام 1890 نشر WRLinton مقالًا قصيرًا في مجلة علم النبات يصف نوعًا جديدًا من عشبة الصقور (Hieracium holophyllum) الموجودة في ديربيشاير. في عام 1892 نشر هو وشقيقه دليلاً قصيرًا من ثماني صفحات بعنوان بعض الصفصاف الإسكتلندي ثم تبعوه بعد ذلك بعامين مع مجموعة من الصفصاف البريطانية.
كتب لينتون كتابًا شاملاً عن فلورا ديربيشاير نُشر عام 1903. احتوى الغلاف الأمامي لـ Flora الخاص به على رسم توضيحي كبير في ورقة ذهبية لـ Rubus durescens وهو نوع من العوسج فريد من نوعه لديربيشاير والذي اكتشفه سابقًا. يُنسب إلى Linton أول وصف لـ Rubus durescens . احتوت فلوراه على 1030 نوعًا من النباتات المزهرة والسراخس. اعتبر حوالي 910 (88٪) من هؤلاء السكان الأصليين و 70 (7٪) من الأجانب و 50 (5٪) من الضحايا. كما شمل أيضًا الطحالب وحشيشة الكبد. قام بتضمين خريطتين للمقاطعة واثنين من الرسوم الإيضاحية للنباتات التي اعتبرها مميزة في المنطقة. بالإضافة إلى ذلك الذي يظهر على الغلاف، قام أيضًا بتضمين رسم خطي لـ Epipactis atroviridis ، والذي اعتبره نوعًا جديدًا في العلم نما محليًا. لا يزال يتم التعرف على العليق كنوع محلي، ولكن لم يعد يتم قبول السحلية على أنها صالحة، وربما تكون مجرد شكل من أشكال helleborine عريضة الأوراق (Epipactis helleborine).
في عام 1905 نشر لينتون تقريرًا عن Hieracia البريطاني. توفي عام 1908 في أشبورن في ديربيشاير. ودُفن هو وزوجته التي توفيت عام 1911 في باحة كنيسة القديس ميخائيل في شيرلي.
في عام 1969 تم تحديث Linton's Flora من قبل لجنة من علماء النبات المحليين في ديربيشاير بقيادة البروفيسور ARClapham كمحرر، ونشرها متحف ديربي ومعرض الفنون. تم بناء هذا العمل نفسه ومراجعته بالكامل في عام 2015 من خلال نشر العمل الرابع ليحمل اسم The Flora of Derbyshire، ولكنه يشير على نطاق واسع إلى البيانات التي جمعها WRLinton ويحتوي على سيرة كاملة عن حياته النباتية وإنجازاته.

## كتب
- فلورا ديربيشاير: النباتات المزهرة ، الكريبتوجام العالي ، الطحالب والكبد ، الشاعرة . لندن: Bemrose & Sons Ltd. 1903.

## وصلات خارجية
- Works by or about William Richardson Linton at Internet Archive
- Herbarium specimens collected by Rev. William Richardson Linton